# Kim Moon-jung
Dans ce nom coréen, le nom de famille, Kim, précède le nom personnel.
Pour les articles homonymes, voir Kim.
Kim Moon-jung (en coréen : 김문정), née le 23 décembre 1981, est une patineuse de vitesse sur piste courte sud-coréenne.

## Carrière
Aux Championnats du monde junior de patinage de vitesse sur piste courte, Kim Moon-jung est médaillée d'argent en 1998 et 1999 et médaillée de bronze en 1996. Elle est médaillée de bronze aux Championnats du monde de patinage de vitesse sur piste courte 1999 à Sofia.
Aux Championnats du monde par équipe de patinage de vitesse sur piste courte, elle est médaillée de bronze en 1999.
Elle est aussi médaillée de bronze en relais aux Goodwill Games d'hiver de 2000 de Lake Placid.